# Mas Pla (Santa Cristina d'Aro)
|  | Per a altres significats, vegeu «Mas Pla (veïnat de Salom)». |

El Mas Pla és un edifici del nucli de Solius al municipi de Santa Cristina d'Aro (Baix Empordà) inclosa en l'Inventari del Patrimoni Arquitectònic de Catalunya.

## Descripció
Es tracta d'una masia d'estructura clàssica composta per tres crugies, la central més alta que les laterals i coberta a doble vessant, amb el carener perpendicular a la façana principal. Els cossos laterals són coberts a un vessant i són més baixos que el central. Té obertures allindanades i distribuïdes de manera simètrica. Els murs són arrebossats. A l'interior consta de sala central i dependències laterals, dormitoris al primer pis i escala i celler a la part posterior.
El conjunt té diversos afegits i un mur que tanca el recinte que li correspon.

## Història
A l'arc de la porta d'accés hi ha la inscripció "Juan Pla Dia 8 Maio 1842".